# 2023年臺灣＃MeToo運動
2023年5月起在臺灣，一連串性騷擾事件被揭露。最早的案例，是由民主進步黨前黨工陳汘瑈、陳汶軒等人指控曾經遭遇職場性騷擾，但並未得到主管妥善協助處理，甚至遭到隱匿案情、職場霸凌。相關的性騷擾案件引發中華民國總統蔡英文、副總統兼民主進步黨主席賴清德等人致歉，亦導致多位被揭發造成類似案件的涉案者辭去現職，並且開始檢討民主進步黨內部的性別平等機制。其後在臺灣形成#MeToo效應，受害者相繼對過去曾經遭到的性騷擾提出指控，案件除了涉及政治界外，也擴及至媒體、校園、體育、藝文等場域。

## 背景

### 政治環境
自行憲以來，中華民國行政院內閣共有250任首長，僅有17任為女性部會首長。其中，財政部和經濟部分別有3位女性曾出任部長。自2000年起，中華民國總統陳水扁派任唐飛為行政院院長，歷屆內閣女性首長比例開始顯著增加。直至總統馬英九任期，行政院院長陳冲時期的女性首長人數達到顛峰。不過在總統蔡英文任期，時任行政院院長蘇貞昌閣內的女性首長比例創下史上最低紀錄。2023年1月，行政院院長陳建仁及其內閣延攬7名女性部會首長，性別比例達16.67%。婦女新知基金會指出：該性別比例仍與「平權內閣」尚有差距。
2023年5月，民主進步黨主席賴清德提出「民主大聯盟」，艱困選區鎖定「Y+DPP」三原則進行徵召或策略合作，強調與年輕人站在一起，但在民主進步黨內部出現爭議。其中，民進黨與無黨籍政治評論員李正皓合作，參選新北市第九選舉區（新北市永和區）立法委員選舉，挑戰中國國民黨立法委員林德福。但是李正皓傳出性別平等疑慮，被質疑曾經以偷拍的私密影像威脅前女友，引發基層反彈。李正皓則是貼出判決書自清，並直播解釋當時的狀況。但李正皓的回應被指為避重就輕，轉移焦點。李正皓事件，日後被許多媒體認為是「臺灣MeToo導火線」。
在同時期，臺灣首部以政治幕僚為題材的職人劇《人選之人—造浪者》，成為線上影音串流平臺的熱門冠軍影集。該劇中提到性騷擾指控嚴重影響了執政黨。在《人選之人—造浪者》成為現象級臺灣連續劇後，鼓勵許多性騷擾受害者面對體制和文化的姑息縱容，願意說出自己曾經遭遇性騷擾的困境經歷，並在後促成#MeToo效應。

### 職場性騷
在臺灣，各領域均存在許多工作場所性騷擾的情況，且以各種形式發生性騷擾。根據中華民國勞動部2022年工作場所就業平等調查，最近一年內約有20萬名勞工遭到職場性騷擾，其中約14萬名女性、6萬名男性。但提出申訴者的比例相當低，僅有3萬名女性、9,500名男性提出申訴。職場性騷擾案加害者以同事居多；而受害者有70%到80%選擇低調處理，不願意申訴。其中49%未提出申訴的的原因是當作開玩笑不予理會，其他則是擔心別人閒言閒語、失去工作、二度傷害、不知申訴管道、擔心調離原工作等。
此外，勤業眾信聯合會計師事務所調查指出：逾60%Z世代受訪者曾經經歷職場騷擾。在2022年，113全國保護專線進線人次雖然下降，但性騷擾諮詢人次卻增加26%。在遭受性騷擾提出的申訴中，大部分女性認為有所改善，而男性則認為並無改善。政黨的作為與選舉利益息息相關，基層工作者因為性騷擾提出申訴將傷害政黨形象，並可能影響選舉結果，因此組織內部可能會優先選擇忽略個人感受。現代婦女基金會執行秘書吳姿瑩指出：有60%性暴力受害者曾經求助，且只有28%覺得「被接住」。

### 校園性騷
1990年代末期，臺灣校園曾發生一連串性騷擾事件，比方說1994年的師大中文系教授黎建寰性侵學生案和1999年的北科大性騷擾事件，各大學性別社團與婦女團體因而發起反性騷擾社會運動，促使《性別平等教育法》在2004年通過。

## 事件發展

### 政治場域

#### 民主進步黨

##### 導演薛朝輝
5月31日，前民進黨婦女部陳姓黨工指控，曾在工作期間遭導演薛朝輝性騷擾，並在求助時任婦女部主任許嘉恬時，未能得到妥善處理，因而身心受創離開，外界則質疑許嘉恬吃案。隨後民主進步黨發表致歉聲明，表示已拉高層級調查，承諾後續將進行懲處。
6月1日上午，民主進步黨召開記者會致歉，提出三點聲明：檢討中央通報機制、盡速提出處置報告，及副祕書長許嘉恬停職調查。民主進步黨主席賴清德於同日下午表示許嘉恬已經請辭獲准，並向受害者致歉。導演薛朝輝則表示願意配合調查，不實指控則已委請律師處理。
薛朝輝在事後對該黨工提告妨害名譽，而台北地檢署予以不起訴處分。

##### 黨工陳右豪
6月2日上午，前民主進步黨青年部黨工陳汶軒在臉書揭露其於2020年間遭到同事陳右豪性騷擾及軟禁，後者因為追求不成而惱羞；但在求助時任青年部主任蔡沐霖時，反被逼迫道歉，甚至遭隱匿性騷擾案、職場霸凌，導致其被迫離開政治圈，她表示為了避免還有其他受害者，所以選擇揭露真相。
該事件引起社會重大關注，並被指出為《人選之人—造浪者》影集內容之原型，成為第二起浮出的性騷擾事件。其後蔡沐霖道歉，承認確實曾經管理不當，並請辭中華民國勞動部政務次長機要秘書之職位。同日下午，民主進步黨秘書長許立明等幹部鞠躬致歉，表示將對涉嫌吃案的蔡沐霖祭出最嚴厲的黨紀處分，涉及法律者將移送法辦。與此同時，民主進步黨還設立求助電子信箱，呼籲受害者申訴。該起案件被媒體評論為引爆台灣#metoo運動風潮的關鍵。
對於外界傳出存在第三起性騷擾吃案事宜，許立明表示只要隱匿包庇便開除。隨後，民主進步黨臺北市議員何孟樺揭露該性騷擾案加害者是民進黨組織部林姓政務副主任，表示對方曾經半夜打電話騷擾、寫情書，並批評黨中央處理機制有問題。同日，民主進步黨召開臨時主管會報，賴清德表示對加害者零容忍，並發表三項革新方案。
2023年6月16日，民進黨中央黨部經調查證實陳右豪性騷、蔡沐霖霸凌情節屬實，同日陳右豪遭當時任職的聯合報開除。
2024年12月31日，蔡沐霖遭臺北地方檢察署以涉嫌違反強制罪提出公訴。

##### 張姓黨工
另外，前民主進步黨青年部工讀生Kimberley Teng於臉書指出遭到張姓人士性騷擾，但未得到積極協助，因而罹患創傷後壓力症。傍晚，前民主進步黨青年部主任吳濬彥再次向當事人致歉。

##### 前高雄市政府和台北市政府顧問洪智坤
6月5日，曾任職於高雄市政府和台北市政府的前顧問洪智坤被一名女導演間接指控性騷擾，隔日洪智坤坦承此事而致歉。洪智坤後於2024年2月被民進黨開除黨籍。

##### 立法委員何志偉
6月5日，何志偉遭到男性網友指控曾在手臂寫下電話號碼。其後何志偉發表聲明，強調對於自己無心的動作造成對方困擾感到抱歉。

##### 前新竹市議員鄭宏輝
6月14日，鄭宏輝被國民黨台北市議員游淑慧指控在2021年2月23日餐敘後在車上對女性涉及性騷擾，鄭宏輝對此否認，隨後行政院仍解聘其無給職政務顧問以及停止其神腦國際董事長職務。

##### 其他
6月3日，民主進步黨立法委員吳思瑤則被國民黨台北市議員張斯綱指控曾護航、阻止性騷擾受害者報案，吳思瑤發文駁斥是嚴重汙衊，表示不要為了選舉消費受害者。

##### 相關回應
6月1日，高雄市議會議長康裕成以自己過去的經驗支持前民主進步黨黨工。民主進步黨發言人謝佩芬也透露3年前曾被性騷擾，不過與民主進步黨中央黨部無關。

#### 中國國民黨

##### 傅崐萁
6月3日，鏡文學總經理董成瑜自揭曾遭泛藍陣營縣長性騷擾，於聚會中遭到摸手、抱頭和親吻，現場有知名見證人。作家李桐豪聲援董，指出事件發生於2014年11月4日周二中午的晶華酒店餐會，自己目睹董成瑜將傅崐萁推開。被影射的傅崐萁發出聲明否認。董成瑜則回應就是傅崐萁性騷擾，若自認清白可請前臺北市市長郝龍斌澄清；而自己公開是想要鼓勵年輕女性，並不會提出告訴。

##### 鄭正鈐
6月4日，男性記者向國民黨提起申訴，指控遭國民黨立法委員鄭正鈐性騷擾，於握手時摳手心10到15秒，但被國民黨用「新聞稿」的方式「簽結」。

##### 已故前新北市區黨部主管
6月5日，前中國國民黨黨工控訴遭到已故前新北市區黨部主管性騷擾，中國國民黨表示會全力協助。

##### 陳雪生
民主進步黨立法委員范雲在2010年間對中國國民黨立法委員陳雪生提告性騷擾求償，臺灣臺北地方法院在6月6日宣判陳雪生須賠償8萬元確定。陳雪生表示會謙虛學習性別議題，但希望不要亂潑髒水，范雲則批評陳雪生是國會之恥。

##### 相關回應
6月8日，臺中市市長盧秀燕透露自己曾被性騷擾，呼籲女性勇敢對抗色狼。
7月17日，針對黨員傅崐萁與鄭正鈐被指控涉嫌性騷擾，中國國民黨回應：作為人民團體，並非任何一方的雇主，無管轄權也無明確佐證，經黨內性騷擾申訴處理委員會認定，依法函請主管機關台北市政府勞動局處理。

#### 台灣民眾黨

##### 前副秘書長鄞楷謙
6月10日，徐千晴表示於2022年2月入黨時曾遭性騷擾，並且獲得即時的處理。但曾指控遭民眾黨前副秘書長鄞楷謙性騷擾的組織發展部網路組前副組長鍾棠芝於該貼文留言，痛批徐千晴吃案、當時自己被要求不要將性騷擾事件講出來，現在卻轉過來說鍾棠芝情緒勒索，自己已不再相信徐千晴。

##### 邱臣遠
6月17日，前賴香伶辦公室助理在臉書上指控民眾黨立法委員兼黨團總召邱臣遠性騷擾，向賴反映卻未獲處理。邱表示是不實指控並宣告提告
。賴香伶則指出該指控者在離職前未提出申訴，且根據司法院網站，離職後又成為社民黨全國委員，遂稱此案件為政治鬥爭。隨後，賴為將性平事件與政治鬥爭連結致歉。黨主席柯文哲則未回應媒體提問。
邱認為名譽權被侵害，因而控告女方；2025年3月，台北地院宣判邱臣遠敗訴，理由是邱未能證明女方言論為捏造，女方反應符合遭受性騷擾的可能情形，而且查無女方詆毀邱的動機。

#### 時代力量

##### 劉仕傑
6月8日，一名在臉書匿名為「Jackie Chen」的女性民眾影射時代力量議員參選人劉仕傑於擔任外交官期間涉及性騷擾。時代力量表示將擴大調查。時任社會民主黨召集人范雲為該黨亦曾提名過劉致歉，並嚴厲譴責性騷、願意協助受害者。6月9日，劉仕傑自行退出時代力量。6月10日，劉仕傑於臉書發布道歉聲明，並宣布永久退出政治事務。6月12日，時代力量紀律委員會裁決：劉仕傑的行為及避重就輕的聲明已嚴重違反時代力量之性別平權價值，將永不錄用。

#### 台灣基進

##### 陳柏惟
6月15日，一位自稱在陳柏惟擔任立委時的女志工指控陳對其性騷擾，隨後陳柏惟為令其感到不適致歉。

#### 台灣綠黨

##### 易俊宏
6月5日，臺南市議員林依婷的助理易俊宏（台灣綠黨籍）被指控2022年性騷擾未成年學員，隨後易俊宏發表聲明辭職致歉。6月6日，臺南市長黃偉哲表示易俊宏性騷擾成立；林依婷則在臉書發文，為用人不當致歉。

### 政府機關

##### 相關經驗

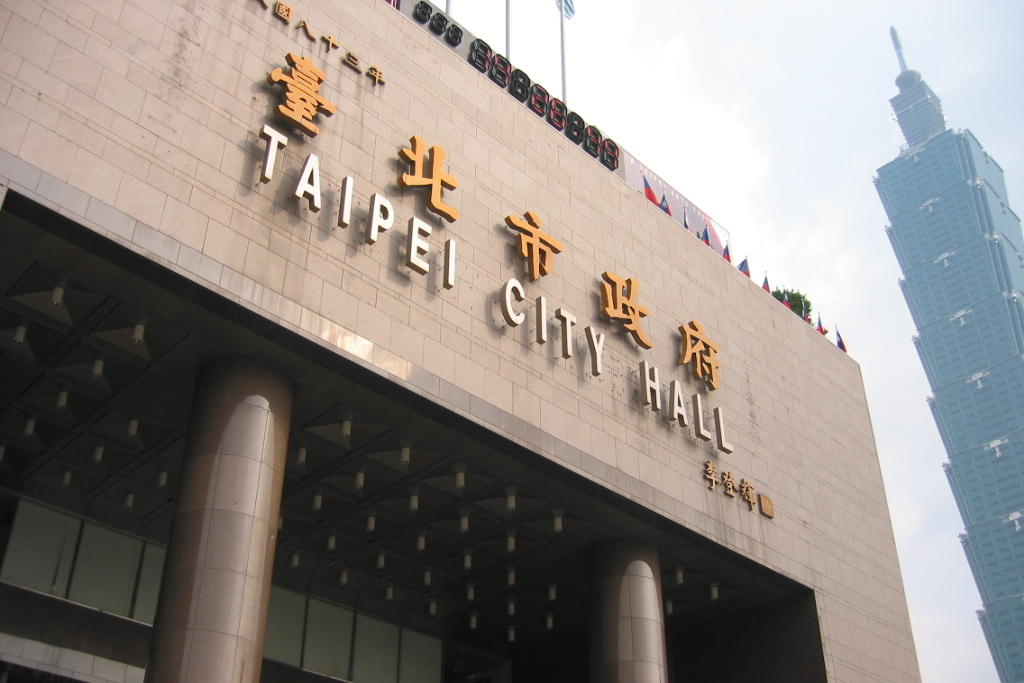
臺北市政府大樓入口外觀。

6月2日，國立陽明交通大學科技法律研究所特聘教授林志潔在臉書發文指出：她在擔任律師時曾遭到法官性騷擾，甚至在廁所門口遭攔下。

##### 高雄市政府政風室主管
下午，高雄市政府消防局一名女性公務員的丈夫控訴妻子遭到政風室主管性騷擾，高雄市政府人事處表示若涉及不法必定嚴懲。

##### 總統府資政顏志發
6月3日，小英之友會內部傳出有重要人士的性騷擾案件，榮譽總會長陳時中表示將進行調查，中華民國總統府則回應：已經要求小英之友會啟動調查，並將在釐清後議處。隨後一名小英之友會女性黨工指控中華民國總統府資政顏志發在幾年前對她性騷擾。
6月6日，顏志發請辭資政，但表示自己並未涉及性騷擾。中華民國總統府表示尊重顏志發的決定，支持透過性別平等程序釐清事實真相。
2024年8月，臺北市政府勞動局表示，因為找不到具體陳情人，無法釐清案情。

##### 宜蘭縣政府消防局
6月3日，陳定南教育基金會發起遊行，聲援宜蘭縣政府消防局遭到性騷擾的女性消防員。
6月7日，王婉諭指出宜蘭縣政府消防局錯誤處置性騷擾案件，前往監察院陳情。不過宜蘭縣政府消防局再度傳出性騷擾事件，一名男性分隊長偷拍女性隊員睡覺。
6月8日，民主進步黨宜蘭縣議會黨團點名宜蘭縣政府消防局局長徐松奕下臺。

##### 新北市政府警察局
6月6日，嘉義縣議員何子凡質詢涉及新北市政府警察局局長廖訓誠疑似包庇性騷擾，新北市市長侯友宜表示絕不姑息。

##### 臺北市政府工務局
6月7日，民主進步黨臺北市議員洪婉臻指出臺北市政府工務局公園路燈工程管理處一名男性駐衛警察涉嫌性騷擾6名女性職員，時間長達5年。其後公園路燈工程管理處證實已經調離原職，申誡2次。
6月8日，臺北市政府工務局公園路燈工程管理處駐衛警察性騷擾的被害者召開記者會，指出檢舉後疑遭長官打壓。

##### 新北市政府
6月7日，新北市政府男性員工指控遭到男性主管性騷擾，新北市政府表示啟動性別平等調查。

##### 高雄市政府蘇姓主任
6月7日，高雄市政府蘇姓主任被女性下屬控訴性騷擾，臺灣高等法院高雄分院判賠15萬餘元定讞，蘇姓主任則申請退休。

##### 前駐菲代表徐佩勇
6月9日，前任駐菲律賓臺北經濟文化辦事處代表徐佩勇遭爆料性騷擾女秘書，中華民國外交部將其解職並進行調查。徐佩勇因性騷案成立，於10月24日被外交部記大過。
2024年6月，監察院認為外交部在事件發生後未能依法採取立即有效的糾正及補救措施，對外交部提出糾正案。

##### 臺灣高等檢察署科長
6月9日，數名臺灣高等檢察署女性行政職員申訴一名科長涉及性騷擾，但該科長在性平會召開之前申請退休。

##### 臺北市政府警察局南港分局常姓男警
另有臺北市政府警察局南港分局男性員警涉嫌性騷擾女性員警被起訴，南港分局於6月9日表示該員警已被預防性調整職務。

##### 士林地院審判長蔡明宏
6月16日，士林地方法院某名審判長被控於2022年涉嫌性騷擾女法官，士林地院表示：已啟動性騷擾處理相關機制。2024年3月14日，監察院指出：蔡明宏權勢性騷擾及強制猥褻多名女性長達20年，全票通過彈劾，並移送懲戒法院。8月21日，台北地院認定，蔡明宏控於2017年間強制猥褻女書記官，並於2022年間涉嫌猥褻女法官，兩案分別判處有期徒刑1年6月、1年。

##### 駐泰代表莊碩漢
6月25日，駐泰國台北經濟文化辦事處代表莊碩漢因性騷擾女秘書請辭。10月24日，外交部表示：莊碩漢性騷案成立，函送監察院。2024年7月16日，監察院認為莊的行為違反《性別平等工作法》，通過彈劾並移送懲戒法院。2024年10月7日，懲戒法院判處撤職、停止任用2年，並罰款30萬。

##### 調查局台北市調查處劉錦勳
7月3日，法務部調查局台北市調查處中正站前組長劉錦勳被義守大學生物科技學系楊姓女教授指控性騷擾，調查局督察處發起行政調查。

##### 懲戒法院前院長李伯道
7月24日，司法院調查懲戒法院前院長李伯道涉嫌四度性騷擾，「性騷擾申訴處理評議委員會」認為案件成立，並移送法官評鑑委員會。而李伯道表示：將透過法律救濟捍衛聲譽。12月，監察院通過彈劾，移送懲戒法院。

### 學術教育

##### 中正大學法律系謝國欣
6月4日，國立中正大學法律系副教授謝國欣被指控涉嫌碰觸女助理身體性騷擾，國立中正大學校方表示將依法處理。民主進步黨臺北市議員趙怡翔指出該教授曾任柯文哲市府性別平等委員。

##### 臺大醫院婦產科教授
6月6日，對於國立臺灣大學醫學院醫學系黃姓女教授揭露曾在開刀房內遭遇婦產科教授性騷擾，國立臺灣大學校方表示無法容忍違反性別平等的言行。

##### 南投國小校長劉育成
6月7日，南投縣竹山鎮大鞍國小校長劉育成被指控在任教雲林國小、延平國小期間性騷擾女性學生，南投縣政府啟動性別平等教育委員會調查。臺灣南投地方檢察署分他案偵辦，民主進步黨南投縣議會黨團則要求釐清受害者人數。該案調查期間，劉育成違反法令規定，不當聯繫投訴學生，甚至找南投縣議會議長何勝豐向南投縣政府及校方施壓，意圖干擾調查及掩蓋事實，被監察院糾舉。劉育成在9月5日被停職，10月26日被羈押禁見。經南投縣性平會查證：劉育成總共對10名學生性侵害、對3名學生性騷擾成立。2024年3月，監察院通過彈劾，將劉育成移送懲戒法院審理；此外，對知情未報、處置不當的南投縣政府提出糾正。同年5月15日，南投地院依加重強制性交罪2罪、加重強制猥褻5罪、成年人故意對兒童性騷擾罪2罪共9罪，合併判處劉育成15年8月有期徒刑。
2025年8月，監察院表示，在提出糾正案1年後，南投縣政府未對所有違失人員究責，而教育部監督不周，請南投縣政府及教育部到監察院接受質問。

##### 東吳大學社會系石計生
6月7日，東吳大學社會學系前助教指控該系教授石計生性騷擾，經系主任通報性平會審理。

##### 政治大學台灣文學研究所陳芳明
6月6日，國立政治大學臺灣文學研究所校友、社會運動人士江昺崙指控陳芳明是性騷擾慣犯，國立政治大學回應將依法調查。

##### 嘉義大學體育系黃姓系主任
6月8日，國立嘉義大學體育系黃姓系主任被女性碩士學生指控性騷擾，校方將其暫時停聘。

##### 嘉義縣劉姓劍道男性老師
6月8日，一名嘉義縣劉姓劍道男性老師被指控對女性大學學生性騷擾，臺灣嘉義地方檢察署以犯罪證據不足不起訴。

##### 作曲家盧炎
6月9日，已故作曲家盧炎被控是性騷擾慣犯，會將手伸進學生衣褲內亂摸，受害者眾多。

##### 臺東縣校長
6月9日，對於一位性騷擾定讞的臺東縣校長傳出回任教師，中華民國教育部表示已經停止職務，並移送懲戒法院。

##### 政大臺文所紀大偉
6月9日，國立政治大學臺灣文學所副教授紀大偉被指控言語性騷擾、性羞辱學生以及多名陌生同性。校方僅回應「依法秉公辦理」。

##### 成大臺文系簡義明
6月9日，國立成功大學臺灣文學系副教授簡義明遭爆長期騷擾女學生，甚至曾有懷孕學生的家長鬧上學校，校方表示將在12日成立調查小組按照《性平法》調查。
據《鏡週刊》在2023年9月報導，簡義明在十多年前就曾被指控性騷擾，但被成大臺文系的老師鍾秀梅及系主任游勝冠等人阻擋，因而未進入性平調查程序。
2025年1月，監察院通過對成大的糾正案，理由是相關教師知情未報，導致學生持續受害。

##### 政大附小鄭姓教師
6月9日，一名王姓女子在臉書發文表示曾被國立政治大學附設實驗國民小學的鄭姓教師性騷擾。該校校長表示，9日晚間得知後，已經完成校園安全暨災害防救通報，並召開緊急會議，該師將由性平會、教師評審委員會處理。

##### 臺大宿舍輔導員
6月12日，國立臺灣大學一名已婚女性舍監被指控利用權勢及職務之便，多次性騷擾住宿的女性博士生，其行為包括持備份鑰匙進入房間，偷拍學生睡覺，甚至半夜到學生房門口要求見面，學生不堪其擾轉向警方申請《跟蹤騷擾法》告誡書。舍監多次向校方及性平會表示，她是試圖營造關心學生之情，因此被校內性平會判定不成立。新聞報導後，身為性平會主任委員的校長陳文章違反相關隱私保密規定，透露學生身分，致電請學生的指導教授要多「關心」學生，不要把事情鬧大。
監察院調查後認為，臺大於2022年9月知悉該事件，並進行校安通報，但該舍監仍在同年10月4日凌晨騷擾學生。臺大未能及時處理、承擔保護學生的責任，使學生遭到安全威脅，有明顯缺失。另外，臺大未建立宿舍輔導員應有之行為準則，並給予相關之訓練，亦有疏失。於2024年7月11日通過調查報告，糾正臺大。
2024年5月，檢方調查後認為，該名女舍監在2022年9月後的行為違反《跟蹤騷擾防治法》和強制罪，依法提起公訴。
2025年1月，台大表示，性平會調查結果為性騷擾不成立。對此，被害人提出行政訴訟，3月4日，台大召開學生申訴評議委員會，而被害人指控她遭到兩名壯碩校方人員全程緊盯，感到相當不舒服。教育部要求台大重啟調查，台大拒絕，理由是該校只有「宿舍輔導員」，而沒有「舍監」這個職位。
2025年4月，立委范雲質詢教育部長鄭英耀時，鄭英耀表示，行政單位在處理相關投訴的過程中，確實有洩漏個人資訊的情形，教育部將追究相關責任。同月，教育部政務次長葉丙成公開評論此案，且洩漏當事人個資。
2025年5月，民進黨立法院教育及文化委員會委員譴責教育部失職以及葉丙成行為不當，要求教育部性平委員會立案調查。

##### 師大公民教育與活動領導學系陳永龍
6月13日，國立臺灣師範大學公民教育與活動領導學系副教授陳永龍被指控長期性騷擾學生，甚至利用權力不對等的關係，營造出師生戀的錯覺。陳永龍曾被告上性平委員會，但因難以舉證而被壓下來。對此，校方表示近日已依性平相關規定通報。

##### 實踐大學媒體傳達設計系黃恩暐
6月13日，實踐大學媒體傳達設計系畢業生於臉書「靠北藝術kaobei Art」發文指控：多年來，黃恩暐老師藉由引導學生創作，在廁所脫光「探索更深自己」，卻發現遭到老師裝針孔偷拍，身心受到巨大的創傷，日後如廁都有心理恐懼，並產生自殘行為，被老師察覺後還被威脅「講出去就別想在設計領域混」。檢舉的受害者超過四人，實踐大學於6月13日發表聲明指出，此案件已於2022年6月30日接獲檢舉後，進入司法程序。
2023年12月，台北地檢署依《個人資料保護法》及《刑法》妨害秘密罪等98罪對黃恩暐提起公訴。

##### 文化大學景觀系許晉誌
6月15日，一位文化大學景觀系畢業生於Dcard上，指控許晉誌教授於文化大學景觀系任教期間，對女性學生身體進行不當觸摸，捏手臂、摟腰、捏肩等動作，長年有性騷擾的行為。許多曾經遭受到相同經歷的女學生紛紛分享自己遭受到的類似經歷，評圖時遭許晉誌老師打女學生屁股，性言語霸凌等行為。許晉誌於個人臉書為自己多年性騷擾行為道歉，但卻標註兩位受害者姓名，並將閱讀權限只限友人未公開，造成二度傷害，遭到公眾批評後緊急將文章刪除。中華民國景觀學會隨後也於6月19日發表聲明，暫停許晉誌會員之執行長職權及其他職務，並追蹤調查此事。 許晉誌被告發性騷擾事件後辭去文化大學教職，轉至嘉義大學任教。受害者表示文化大學景觀系以當事人已畢業為由，未積極處理此事；以及嘉義大學景觀系曾姓教師姑息此事件，因此學生於Dcard、Instagram籌組自救管道，收集證據。
嘉義大學和文化大學性平會分別在2023年11月及2024年7月認定，許晉誌性騷擾事件屬實且情節嚴重，依規定終止聘約，並通報教育部管制不適任教育人員。

##### 北藝大文資學院林承緯
6月15日，臉書匿名粉絲專頁「靠北藝術 kaobei Art」於6月15日、6月20日出現貼文指控：國立臺北藝術大學文化資源學院的特聘教授林承緯對學生有傳Email、訊息騷擾，以及強吻摸胸等行為，並且利用權力不對等的關係利誘、脅迫、欺騙女學生與其發生關係，受害者不只一名。面對指控，目前校方及本人皆未有回應。

##### 清大、臺大社會系李明璁
學者李明璁遭到指控其於臺灣大學社會系擔任助理教授期間，常態性利用師生不對等關係「誘導」女學生發展師生戀，甚至嘗試於個人研究室與女學生發生性關係。其中一篇告發文在隱藏掉原發文者姓名以及照片後公開，李明璁事件開始被媒體注意。台灣大學社會系在6月16日於臉書發表聲明，表示此案已交由該校性平會處理。李明璁則表示辭去所有教職。公共電視將其節目全面下架。清華大學性平會也針對李在2005年至2008年間的疑似性平事件立案調查。
2025年3月，台大認定李明璁性騷擾學生案成立，依《教師法》解聘，且4年不得聘任為教師。教育部將列管於不適任教師系統。

##### 師大圖文傳播學系邱平
6月18日，國立臺灣師範大學圖文傳播學系副教授邱于平遭爆涉及性騷擾，對女學生揉捏頸部、肩膀、下腹部、臀部。此案去年已提報校方之性平會，但部分學生對學校處理狀況不滿，因此發起連署，校方也重啟調查。
邱于平在2024年5月被判處4個月有期徒刑，可易科罰金。臺師大校方決議停聘3年，教育部則將停聘案退回，要求校方說明是否已達解聘且終身或者1至4年不得聘任的程度。

##### 師大音樂系、師大附中謝隆廣
曾任教於國立臺灣師範大學音樂學系及師大附中的謝隆廣被控在數十年間性騷擾女學生，受害者年齡層遍及小學至大學。謝隆廣於6月24日在臉書發文道歉。

##### 戲曲學院李菄峻（李文勳）與王學彥
6月21日，臺灣戲曲學院客家戲學系專任教師李菄峻（原名李文勳）被控性侵未成年男性學生，其行為包括半夜強制脫褲並撫摸、吸吮性器官，其中有人表示李的行為長達20年。該校另一名教師王學彥則被控性騷擾。校方表示：即日起暫停涉案老師的授課與行政職務，已完成校安通報，將召開性平會議。李菄峻表示性侵指控是抹黑。李菄峻原本要參加唐美雲歌仔戲團演出，劇團發聲明稿表示：確定換角。
臺灣戲曲學院性平會2024年2月27日認定李菄峻性侵害5位學生之行為屬實，決議解聘且終身不得聘任為教師。王學彥則在2023年因涉嫌性騷擾女學生遭解聘。
此外，李菄峻疑似「借名或冒名演出」，反告受害學生誹謗名譽，更到監察院反應不該點出他的本名。
2025年2月，監察院調查報告指出：
- 李菄峻在2004年7月至12月間，對14歲之住宿學生性侵，在電話中竟質問被害學生為何跟其他老師申訴，強迫「被害學生向他道歉」。
- 2009年，李菄峻再次被檢舉性侵害學生，並在調查會議後以電話責罵受害者，甚至利用權勢關係持續性侵學生。

臺灣戲曲學院處理不當、涉嫌「吃案」，導致二人持續接觸學生，教育部也沒有持續追蹤，因而對臺灣戲曲學院和教育部提出糾正案。

##### 南藝大藝術史學系蔣伯欣
6月24日，曾任教於國立臺南藝術大學藝術史學系的蔣伯欣被控在校期間涉嫌性騷擾多名女學生，以及用PUA手法發展師生戀。蔣隱瞞自己已婚，事發後則希望女學生「一輩子當他的地下情人」。有人被要求墮胎，被迫隱瞞交往事實，若被別人知道，還要說一切都是自己的幻想。南藝大曾在2019年曾召開性平會調查，但蔣在調查結果公布前自請離職，南藝大始終沒有公開調查結果，也沒有呈報給教育部。

##### 南藝大國樂系鄭德淵
6月26日，國立臺南藝術大學中國音樂學系教授鄭德淵被指控要求男學生輪流陪睡，以及拍攝裸照供自己收藏，受害者不乏未成年人，相關行為長達二十多年。網友還挖出鄭男就是已故反同牧師郭美江的前夫，猜測郭美江生前極力反同，就是鄭男的行徑將郭女逼瘋的結果。對此，校方表示將召開性平調查小組會議。但又發生性平委員性別比例不合法律規定之爭議。

##### 成大生理所游一龍
7月3日， 國立成功大學的游一龍教授對女學生性騷擾，除性騷擾外還以言語當眾怒罵受害者。事件發生後國立成功大學以暑假委員組成困難為由至調查延宕五個月，最後僅要求游應完成相關議題研習、暫停指導學生一年及針對受害者道歉並以口頭保證不再犯。但，張姓主管要求被害人應向游道謝並對傷害被害人的謠言置之不理，使被害人不堪其擾始得離開該環境。而游一龍甚至在被害者離開後持續以匿名方式寫信騷擾受害者。

##### 真理大學台文系陳姓助理教授
7月3日，真理大學台灣文學系陳姓助理教授被指控在2015至2016年間傳A片、女性裸照給女學生，以及要求女學生們拍裸照、互摸胸部。校方在7月7日表示已啟動性平調查並通報教育部，也呼籲相關人士主動協助調查。

##### 臺大健康行為與社區科學研究所黃姓教授
7月18日，國立臺灣大學公共衛生學院健康行為與社區科學研究所黃姓教授被指控性騷擾碩士生長達一年，其行為包括不適當地擁抱、揉捏臀部、頻繁的訊息和電話、要求半夜視訊、警告不准談戀愛、逼問行程、打電話至相關單位施壓等，還利用低薪、阻擋離職等方式將學生留下來工作，被騷擾者不只一人。該師曾在2021年6月被性平會調查，性平會認定該師騷擾多名學生，應停聘三年；然而，臺大公衛學院教評會卻在未公布原因的情況下將停聘時間縮短為一年。
監察院調查後認為，臺大未承擔保護學生的責任，使學生必須重寫論文，影響受教權利，有重大違失。另外，臺大對該師之懲處僅停聘1年，有失公允。於2024年7月11日通過調查報告，糾正臺大。

##### 臺中市公立高中主任教官
8月27日，臺中市政府教育局宣布懲處一名公立高中的主任教官，由人評會記過1次，事由為對女學生言行性騷。該學生在2023年初曾由人本教育基金會陪同召開記者會，控訴主任教官多次對她說「你怎麼這麼香」、「你怎麼身上該『長肉』的地方都沒長肉」、「有沒有跟男生親過嘴」等話，她在明確表示不舒服拒絕後，卻被記了18支警告，甚至透過重修才拿到畢業證書，因此延誤升學。

### 藝文媒體

##### 詩人貝嶺

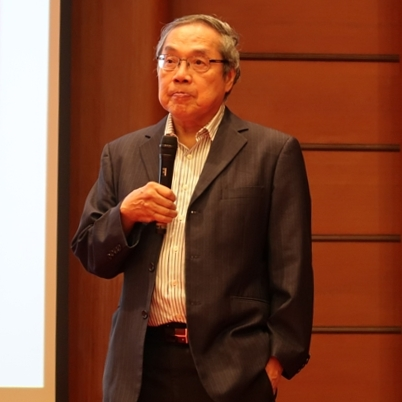
作家陳芳明被指控是性騷擾慣犯。

6月2日晚間，《人選之人—造浪者》編劇簡莉穎指控遭到中華人民共和國流亡詩人貝嶺性騷擾。貝嶺駁斥這完全是杜撰錯置。對於貝嶺的回應，簡莉穎表示是騷擾太多人而不記得。

##### 網路插畫家厭世工程師
同日，外拍模特兒控訴網路插畫家「厭世工程師」長期性騷擾模特兒，並在網際網路外流私密照。「厭世工程師」發文道歉，會進行溝通彌補，並關閉粉絲專頁。

##### 名嘴張宇韶
同樣在6月2日，名嘴張宇韶被民進黨的女性工讀生指控在2019年對她性騷擾，張宇韶對此未承認也未道歉。對此，有媒體人出示了來自至少20名受害者的語音訊息及對話截圖，向《鏡週刊》披露張宇韶是性騷擾慣犯，相關報導在6月13日刊出。在此之後，張宇韶才承認自己確實有一些逾越分際的言行。
投訴人曾正式對民進黨提出申訴，民進黨也展開調查，但張拒絕配合。在約談當事人及相關證人後，民進黨認定性騷擾成立。

##### 中國國民黨智庫特約副研究員曾柏文
6月4日，作家吳曉樂、前記者趙思樂等多位女性指控前端傳媒評論總監、中國國民黨智庫特約副研究員曾柏文涉及長期性騷擾，中國國民黨回應現在並無合作關係，並啟動性別平等調查機制。同日晚上，曾柏文在臉書發表長文道歉，表示分寸失當而覺得羞愧，隨後又有更多人發出指控，受害者超過10人。

##### 《中國時報》副總編劉永嘉
6月5日，記者出身的編劇鄭心媚在臉書發文，指稱在2004年至2005年曾被《中國時報》副總編劉永嘉性騷擾。

##### 《上報》董事長王健壯
6月6日，記者暨作家房慧真、前記者趙思樂指控曾遭《上報》董事長王健壯性騷擾。王健壯先是對於指控回應不予置評，其後向趙思樂致歉，並表示對房慧真的指控感到憤怒。

##### 詩人鄭愁予
6月6日，鄭愁予傳出曾在國立東華大學擔任客座教授期間，酒後對女性學生性騷擾。

##### 國家電影及視聽文化中心董事長藍祖蔚
6月7日，知韓文化協會執行長朱立熙指控國家電影及視聽文化中心董事長藍祖蔚是性騷擾慣犯，藍祖蔚表示並非事實。

6月9日，藍祖蔚在臉書上發文道別，國家電影及視聽文化中心員工亦表示藍即將離職。

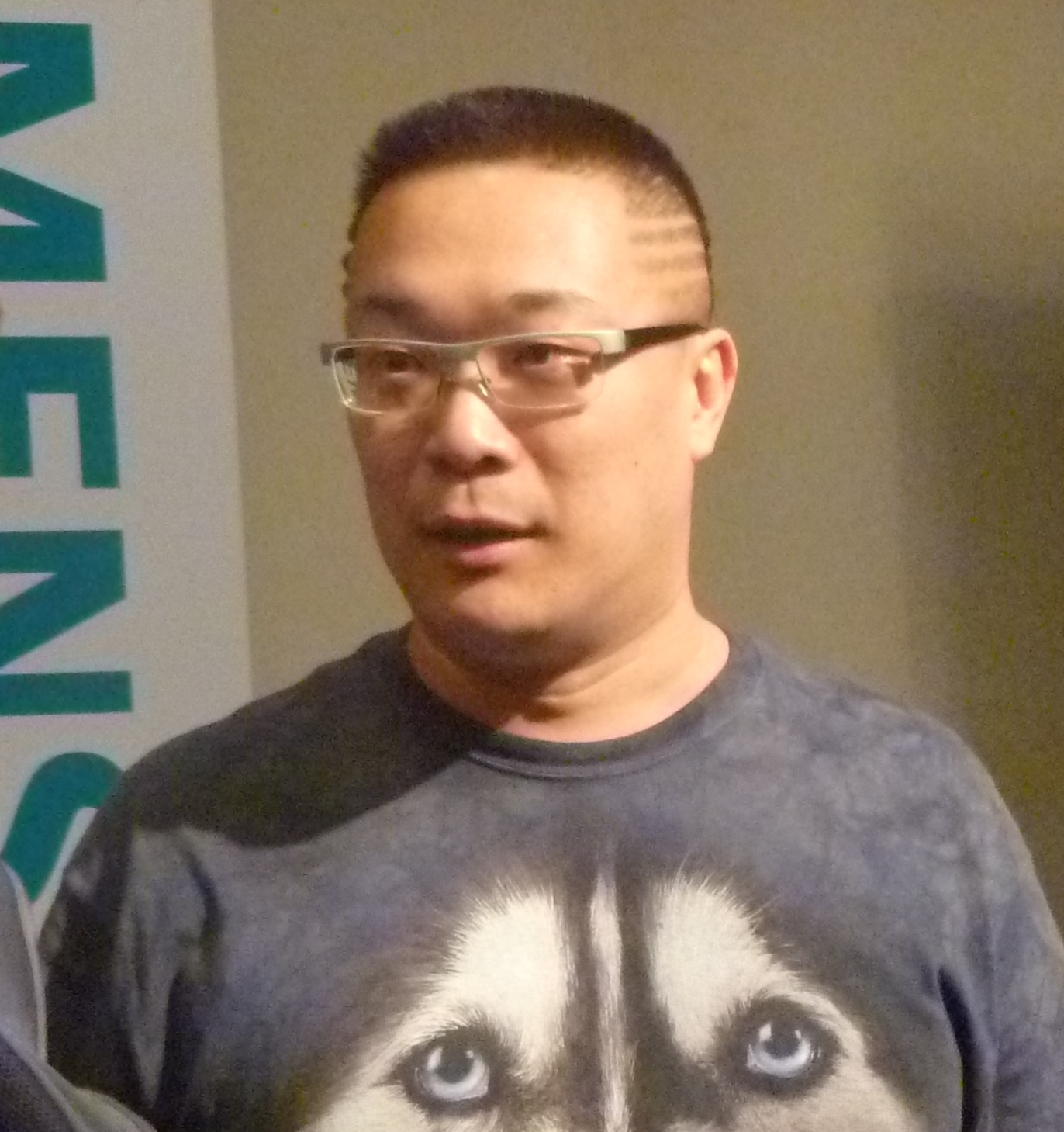
朱學恒被指控是性騷擾慣犯。

##### 名嘴朱學
6月8日，中國國民黨臺北市議員鍾沛君指控曾遭到名嘴朱學強摟與強吻2次，朱學恒因而向鍾沛君和社會道歉。
朱學恒被依強制猥褻罪起訴。由於坦承犯行，表達和解、賠償及公開道歉的意願，二審於2024年11月判處有期徒刑11個月。
朱學恒在2025年1月入獄服刑。

##### 前台北市立美術館館長黃光男
6月8日，網友Savi Lin具名指控前台北市立美術館館長黃光男對她性騷擾。當時黃以團長的身份帶團至北京和上海進行藝文交流，期間曾對秘書言語性騷擾。受害者表示，幾乎每天都會聽到類似「我好喜歡妳的嘴唇，讓我親一下啦」的話。
截至7月11日，有多名受害者指控黃光男是性騷擾慣犯，受害者包含學生、老師及名嘴的妻子。他們表示黃光男如果未得逞就會打壓、公開指責、羞辱受害者，甚至有女學生因此打算跳樓。監察院曾經進行相關調查，但不了了之。面對這些指控，黃光男表示都是抹黑。

##### 作家張鐵志
6月9日，作家、評論家張鐵志突在臉書發文說，自己曾在20多年前酒後斷片，一名學妹告訴他自己的手碰觸了她的身體，讓她感到不舒服。張鐵志說當年他立刻道歉並簽下道歉信。在近日一連串的新聞事件後，張鐵志說自己再度連絡學妹，確認對方接受誠懇的道歉，但他坦言這件事在這20多年來已經被無限扭曲、放大、流傳，變成另一個虛構故事，「承受的苦痛與屈辱是外界很難理解的」。張鐵志雖然隨後在週六6月10日刪除臉書貼文，但發言已經在臉書上發酵，隨後作家房慧真在臉書上，以代受害者Ｌ女士轉發為題回應張鐵志的貼文。表示「二十年來，我覺得張先生受了很多教訓，也收過他的道歉，所以不再追究。二十年前，我的感受是蠻嚴重的，是性騷擾無疑，但並非性侵。」 藝文圈也紛紛表達自己對這件事的想法。

##### 媒體人朱凱翔
6月11日，雲林縣議員陳芳盈指控遭朱凱翔性騷擾，並表示自己不是唯一和第一個受害者。
6月14日，新北市議員陳乃瑜在臉書發文說自己曾被C名嘴性騷擾多年，還差點被性侵。同日，朱凱翔在「不演了新聞台」臉書粉絲頁以及陳乃瑜的貼文留言否認指控。

##### 導演周格泰
6月14日，演員黃景俐指控周格泰性騷擾和職場霸凌，其行為包括將她的頭壓至胯下、揚言要封殺她以及逼她喝下滾燙熱水。周格泰所屬公司否認指控。有爆料者表示林志玲也是受害者。

##### 法籍藝術家司強
6月14日，司強（Jean Noël Scuderi）被四名受害人指控性騷擾及性侵害。司強發表聲明否認。

##### 公視台語台前主播吳國禎
6月17日，媒體報導公視台語台的前主播吳國禎，在2020年6月被一位年輕女員工申訴性騷擾，並提告求償。2022年2月，士林地方法院判吳須賠償精神撫慰金16,000元。但時隔一年多，吳遲遲不賠錢，聲稱怕受害女子不願見他，也沒有其他管道將錢交給對方，卻照常主持音樂節目、繼續領薪水，引發電視台內其他員工不滿。直到6月17日下午，吳才匯款支付。對此，公視台語台表示已與吳解約，不便回應。

##### 小提琴演奏家林昭亮
6月20日，林昭亮被一名住紐約的女性鋼琴家指控性騷擾，具體行為包括偷抓屁股、意圖強吻及強拉陪過夜等，林昭亮透過律師否認指控。6月23日，另一名張姓女大提琴家也指控曾被林昭亮性騷擾，林對她說「妳穿比基尼的樣子很性感」、「妳胸部很大耶！妳是什麼罩杯？」並手比罩杯形狀問「我可以摸嗎？」，甚至動手按壓其小腿、撫摸其背部、躺其大腿上並撫摸。6月30日，台北大師星秀音樂節發出聲明，暗示將撤換原為該音樂節藝術總監的林昭亮（全文並未提及林的姓名），改由美籍指揮家Leonard Slatkin擔任此職，其他音樂會的演出名單也將林昭亮除名。7月10日，林昭亮表示自己從未侵犯他人，但若曾讓人感到不舒服，他表達歉意並反省。

##### 財經名嘴阮慕驊
6月20日，阮慕驊被控在酒後對女子強吻摸胸。阮否認指控，而女子公布當年的道歉對話。

##### 導演游智煒
截至6月22日止，超過20名女子指控游智煒性騷擾及性侵害。對此，其參與的影集《地獄里長》表示已將游智煒其除名。游智煒則在22日晚間發文道歉。

##### 攝影師傅士英
傅士英被指控十多年前在高鐵上對場記肢體和言語性騷擾。對此，傅士英在6月22日發文道歉。

##### 攝影師謝春德
7月5日，L女在臉書指出，謝春德在2000年時性侵當時年僅13歲的自己，也常對她拍攝裸照，甚至觸摸胸部、下體。謝春德並未做任何回應，而臺北表演藝術中心宣布終止與謝春德的合作。
被害人對謝春德提起自訴，但在2024年9月和12月二度被臺北地方法院裁定不起訴，理由是追訴權因為超過時效而消滅。2025年2月，謝春德接受訪問時對於相關指控完全否認，表示都是惡意中傷，不願多談細節。被害人母親則回應如果謝春德真的是被惡意中傷，就提告對質。

##### 編舞家劉冠詳
7月9日，編舞家劉冠詳，被受害者揭露以排練、徵選、討論創作等名義，對年輕女舞者們多次進行妨害性自主。

##### 南藝大材質系陳文祺
7月21日，南藝大材質系校友H小姐指控時任班導師陳文祺喜歡開黃腔調戲女學生。有一次陳文祺邀請H到研究室聊天並提議幫她按摩，想進一步碰觸她的身體，被H拒絕。後來陳文祺將性行為描述成藝術自我探索來試探、引誘她，兩人最終發生性關係。另有其他遭遇類似的受害者，部份發生於陳在實踐大學任教時。22日，陳文祺參與經營的VT Artsalon非常廟藝文空間發布道歉聲明，停止陳文祺的總監職務，又在23日將陳文祺除名，最後決議解散空間。先前獲得國藝會「藝術未來行動專案」的千萬元補助計畫「跳島計畫：娜亞細亞」也撤案。7月27日，台北當代藝術館宣布終止使用陳文祺「無用設計藝術工作室」的品牌設計。

### 社會運動

##### 社運人士王丹
6月2日，前政治工作者李姓男子和另一名徐姓男子，對中華人民共和國民主運動人士王丹提出性侵犯未遂及性騷擾指控。王丹否認相關指控，並表示不會再回應。

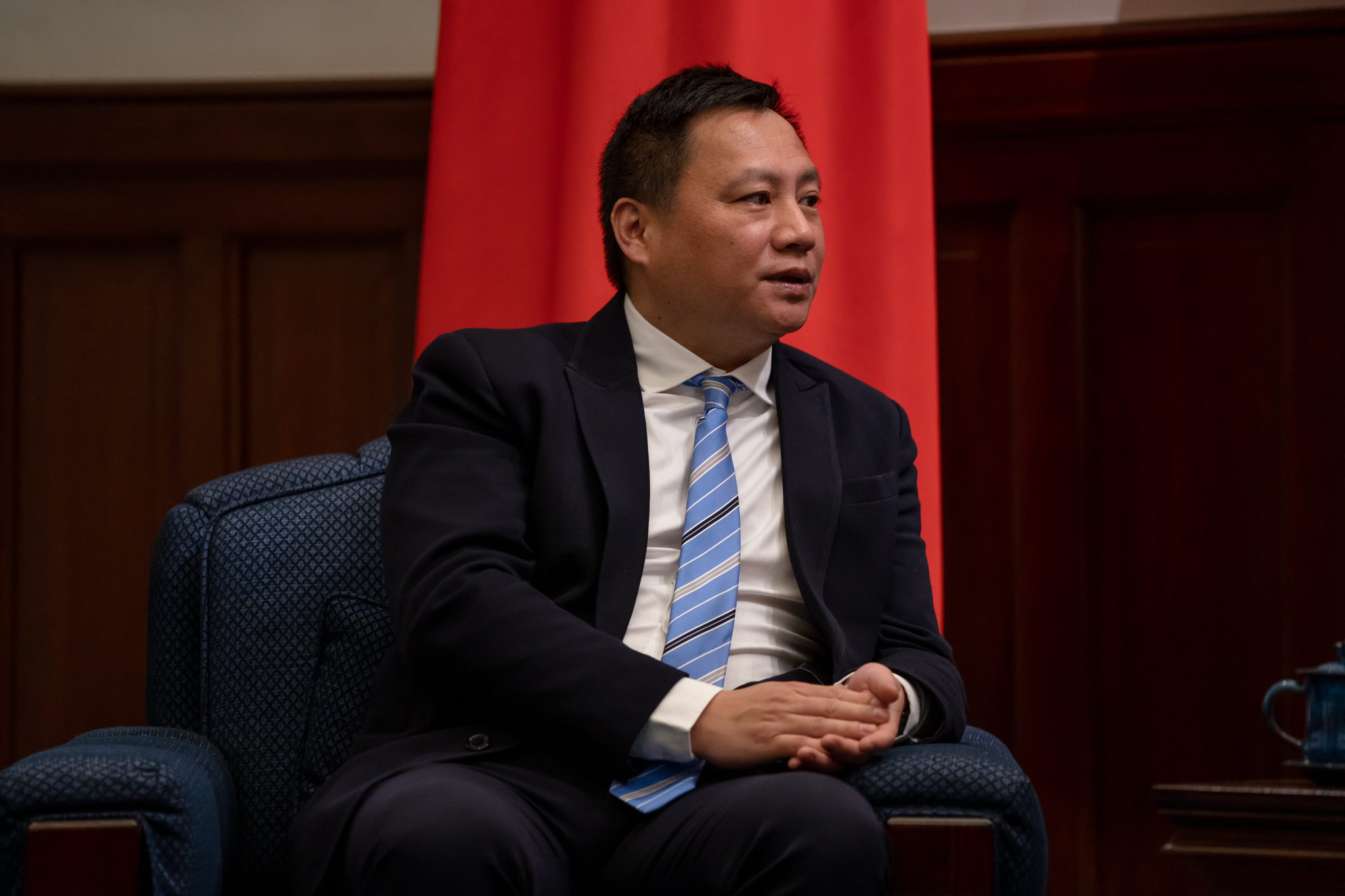
中華人民共和國民主運動人士王丹被指控性騷擾其他人。

6月7日，李男前往臺灣臺北地方檢察署提告強制性交未遂罪。國立清華大學社會學研究所教師評審委員會決議中止王丹聘任流程，清大性別平等教育委員會公告對王丹疑似性別平等事件啟動調查。
同年7月，一名受害者K透過報導指控王丹在2014年對他灌酒，進而乘機性交，另有4人不願公開細節。此外，一名媒體工作者表示自己多次目睹王丹性騷擾年輕男性。

##### 地球公民基金會蔡中
6月8日，地球公民基金會暫停執行長蔡中岳職務，啟動對其涉及的3件性騷擾案的調查。同年12月，調查結果表示，3起案件僅1起成立。

##### 前臺灣民間真相與和解促進會理事長吳乃德
6月9日，黃姓女子指控前臺灣民間真相與和解促進會理事長吳乃德性騷擾，吳乃德對此道歉，表示將退出臺灣民間真相與和解促進會，不再參與公共事務。

### 體育

##### 相關經驗
2023年6月4日，國際棒球裁判劉柏君在臉書發文，分享她過去被性騷擾的經驗，並表示希望未來有發生類似的事情有人表達不適時，旁邊不會有人再說：「那沒什麼，他只是在開玩笑。」

##### 圍棋棋士周俊勳
8月15日，圍棋棋士蘇聖芳指控杭州亞運圍棋代表隊總教練周俊勳在2022年11月兩度對她性騷擾（摸背、摸胸罩），並聯合其他棋士霸凌她。蘇聖芳表示曾向海峰棋院秘書長楊寶甘求助，但對方認為是她胡思亂想，甚至嘲諷她，因而以身體不適為由自行退隊。面對指控，周俊勳透過經紀人否認，並為雙方的認知不同表示歉意，也強調周和選手的互動都有拿捏分寸，亦沒有蘇所稱的集體霸凌，希望蘇提出確實的證據。15日晚間，周俊勳表示願意配合調查，並請辭亞運圍棋總教練。

### 演藝圈

##### 歌手邱晨
2023年6月7日，導演彭啟原在臉書指出，三十年前拍攝公視紀錄片時，某歌手在一次夜間山區拍攝時，試圖性侵團隊中的一名大傳系實習女大學生未遂。6月11日當事人於臉書發文揭露當天的真實情況，指出加害人是邱晨且性侵得逞。客家委員會原規劃於該年7月辦理邱晨紀念音樂會，於爭議爆發後宣布停辦。

##### 歌手黃連煜
6月8日，有女性網友發文指稱遭歌手黃連煜趁機性侵，黃連煜嚴辭否認。而客家公共傳播基金會要求講客廣播電臺更換主持人，待司法釐清後再決定是否合作。
2024年9月，士林地檢署認為犯罪嫌疑不足，予以不起訴處分。

##### 藝人許傑輝
6月14日起，許傑輝被黃歆、短今等在內的多名受害者指控性騷擾，具體行為包括擔任劇情導演工作時要求「用乳溝夾巧克力」，用童子拜觀音方式戳女學員肛門，指導表演時趁機摸女大學生胸部，以及要求女學員穿性感泳裝拍照當作業繳交。此外，許還被揭露其以往《下課花路米》與《全民大悶鍋》等節目皆因多次性騷擾工作人員，而未能繼續合作。6月15日，許傑輝宣布退出演藝圈。同日晚間公視發表聲明，《我的婆婆怎麼那麼可愛2》暫緩拍攝，許傑輝的角色改由洪都拉斯飾演 。6月22日，電視劇《地獄里長》劇組聲明，已將許傑輝相關文宣下架，並刪減其劇中戲份。

##### 演員黃健瑋
6月16日，女子Mia指控黃健瑋涉嫌趁機性交。黃健瑋在當天否認指控，並於6月20日委託律師發出聲明，反告Mia妨害名譽。2024年8月，檢方表示Mia發文內容詳細、附有就醫證明及處方箋，以及有數名親友作證，認定Mia是以親身經歷為根據發文，給予Mia不起訴處分；黃健瑋不服，聲請再議。
2023年6月，一名廖姓男子指控黃健瑋對其前妻下藥性侵；2024年7月8日，黃健瑋在臉書公開廖男的道歉聲明，表示廖男是不實指控。
在Mia指控黃健瑋之後，女子Terry在2023年11月向北藝大提出性平申訴，指控黃健瑋在2003至2004年間猥䙝她。由於缺乏證人，性騷擾案不成立。2024年10月，Terry表示黃健瑋曾在2008年再度對他猥䙝。
2023年10月，女子扶若芸在得知黃健瑋控告Mia妨害名譽後，現身指控就讀北藝大期間曾遭黃健瑋猥䙝，並向北藝大性平會通報，最終以不成立結案。

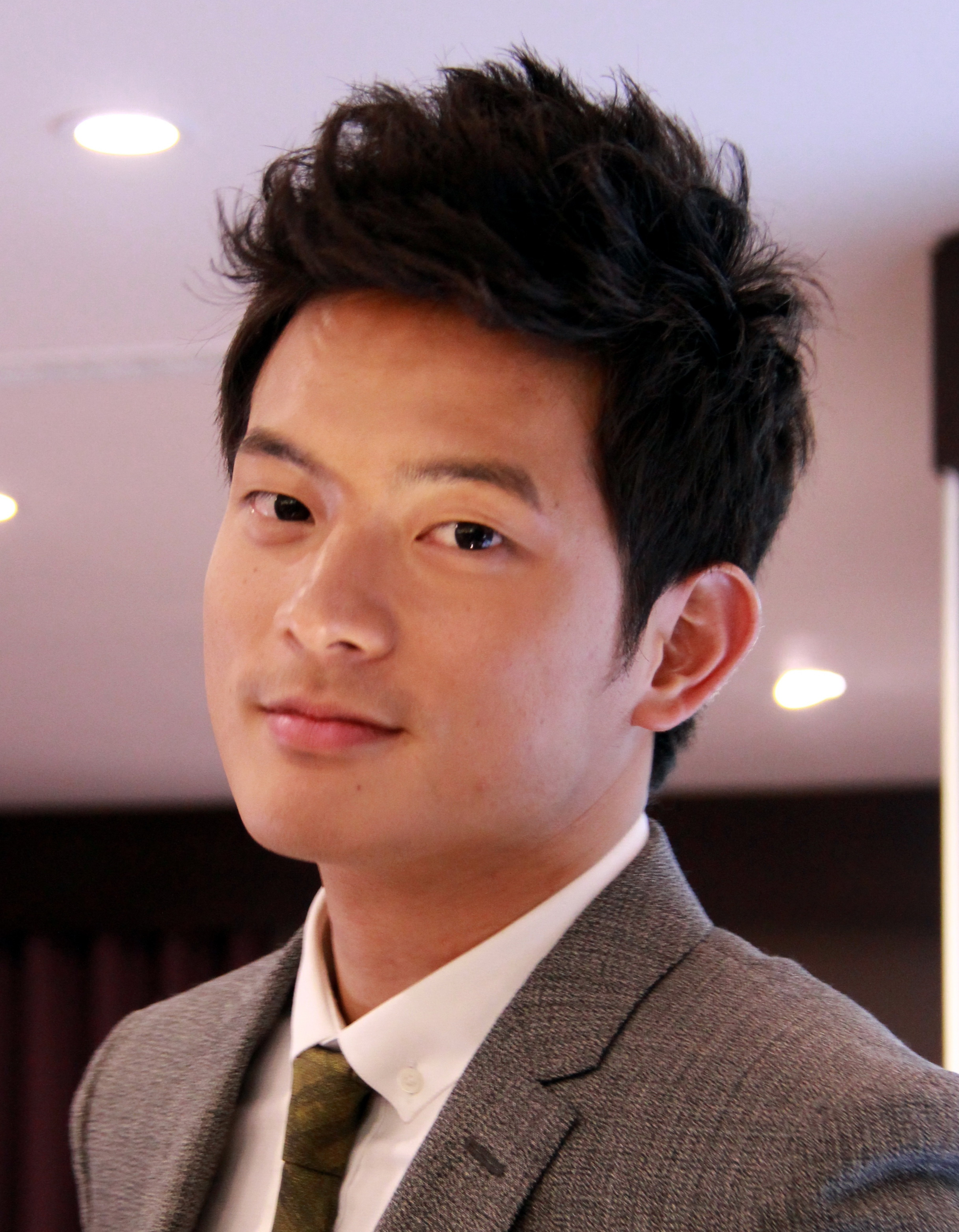
宥勝依照強制猥褻罪起訴。

##### 藝人宥勝
2023年6月18日凌晨，二名女子於臉書發文指控某位男演員性騷擾。同日下午，宥勝於臉書發表道歉聲明。對此，多項代言皆宣布終止合約。
2024年5月24日，宥勝被臺北地院依強制猥褻罪判處8個月徒刑。同年7月，宥勝在電視劇《Q18量子預言》的戲份被全數刪除。

##### 藝人黃子佼
2023年6月19日，網紅Zofia指控某男主持人在她17歲時強吻、拍攝未成年少女私密照片，線索指向藝人黃子佼，並說明有其他受害者。黃子佼在下午承認犯案。
數天內，多項代言合作被終止，相關文宣下架。選秀節目《未來少女》與《大老闆聯盟》因而更換主持人。
強制猥褻指控在檢警調查後，最終獲得不起訴處分。
檢警在調查期間發現黃子佼持有購自創意私房的7名兒少性影像。黃子佼一度獲得緩起訴處分，但隨著更多影片被發現，最終被依《兒童及少年性剝削防制條例》起訴。2024年12月，台北地院認定黃子佼持有2259個兒少性影像，依「無正當理由持有兒童及少年性影像罪」，判處有期徒刑8個月，併科罰金新台幣10萬元，全案可上訴。

##### 藝人NONO（陳宣裕）
2023年6月19日，有網友指控某知名搞笑藝人是性騷擾加害者，線索指向藝人NONO，NONO則否認指控。數日後，受害者到台北地檢署提告NONO涉嫌性騷擾、性侵害、性侵未遂、強制猥褻、性侵未成年少女。
2024年5月，臺灣士林地方檢察署偵辦後依強制性交、強制猥褻等7罪提起公訴。

2025年5月，臺灣士林地方法院依照1次「強制性交未遂罪」判處2年6個月徒刑，其餘6項罪名無罪，全案可上訴。

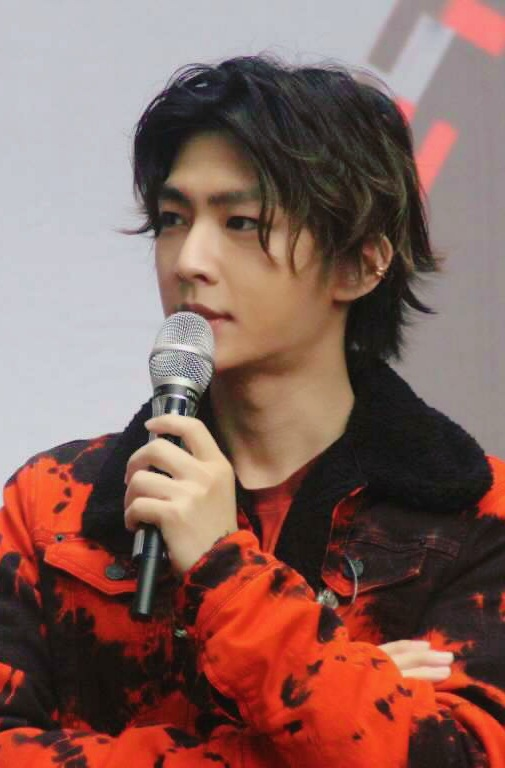
臺灣藝人炎亞綸（圖）與耀樂達成和解，一審獲緩刑3年。

##### 藝人炎亞綸
2023年6月20日，抖音創作者耀樂揭露藝人炎亞綸曾於其未成年時非合意性交及偷拍私密性愛影片。
2024年3月，炎亞綸與耀樂達成和解。5月30日，士林地方法院宣判，炎亞綸涉犯拍攝少年猥褻行為電子訊號罪、個資法等3罪，不得易科罰金部分判刑4月，另判刑7月得易科罰金，均緩刑3年。

##### 藝人陳建州
2023年6月27日，藝人周宜霈在臉書指控2012年前往香港錄製節目時，遭到藝人陳建州硬闖旅館房間，意圖性侵未遂。陳建州透過經紀人否認指控，揚言提告並求償新台幣1000萬。6月28日，藝人郭源元在臉書指控陳曾在其妻范瑋琪懷孕期間性騷擾自己兩次。6月29日，前黑澀會美眉陳美燕（妖嬌）表示曾被陳曾叫到飯店房間赴約，現場只有陳一人，且陳對她性暗示，她因而逃離飯店。同日下午，范瑋琪聲援陳建州，但網友隨即提出證據反駁范瑋琪。
6月30日，P. LEAGUE+聯盟公告，陳建州自請暫停其聯盟執行長的職務。
7月5日，陳建州和范瑋琪聯合對周宜霈提出民事告訴，求償新台幣1000萬元與臉書刊登道歉啟事。7月20日，陳、范二人撤回民事告訴，改由陳提出刑事誹謗告訴。
同年12月，臺北地檢署表示：有相當理由確信周宜霈之言為真實，顯然非故意捏造，給予不起訴處分。

##### 歌手陳昇
2023年7月13日，一名呂姓女設計師在臉書指控，「陳姓男歌手」曾在灌酒後對其有不當的肢體接觸，又以「做愛」等言論挑逗，令她感到不適。該設計師於同日晚間證實指控對象是陳昇，並表示：雖然事後有收到陳昇的信，陳也為自己的無理言行道歉，但信中「對事發的描述不實、避重就輕」，「來回修改」又「推託」，因此感到失望，決定站出來發聲。當日稍晚，陳昇臉書湧入成批網友留言宣洩不滿情緒。7月14日，台北市商業處宣布取消陳昇與新寶島康樂隊7月22日在天母啤酒節的演出。同日，陳昇面對媒體提問，僅以「沒空」回應。呂女好友設計師聶永真發聲批評陳昇，而其他設計師同行更放話要幫受害者討回公道。
同年11月，陳昇公開致歉。

### 網路社群

##### 讚點子數位行銷權自強
2023年6月14日，網路行銷作家、專欄作家、讚點子數位行銷負責人權自強，遭揭發其胞兄網路工程師權自立於2001年，以「大貓」為名在網路聊天室誘騙未成年少女出來見面，再用迷藥迷昏後性侵，並將過程製成光碟販售，共有7人受害，最小年紀僅3歲，權自立一、二審被判無期徒刑，最終以10年有期徒刑定讞。權自強為其共犯，協助權自立複製影片及圖檔，製成光碟，架設網站「大貓的催眠驚異大奇航」，並在多個色情網站刊登廣告，被判刑1年、緩刑3年。事發後讚點子數位行銷網站顯示為維護中，粉絲專頁關閉。

##### 反骨男孩酷炫（莊堯宣）
6月30日，YouTuber反骨男孩的團長酷炫（莊堯宣）被網紅星宣控訴偷拍私密影片並分享給他人嘲笑，受害者包含多名網紅、藝人及粉絲。酷炫表示自己「沒有做任何違反法律的行為」，並將一切交由司法審判。

### 商業領域

##### 寶成集團副總經理羊曉東
2023年6月16日，台中市議員林祈烽在總質詢時爆料：製鞋廠寶成集團副總經理羊曉東被控涉嫌性騷擾三名女性員工（包括要求十指緊扣、從背後摸內衣）。對此，羊曉東嚴詞否認並表示為鬧劇一場，因而辭去副總一職。台中市長盧秀燕則解除羊曉東的市政顧問職務。羊曉東委任律師出面駁斥，質疑羊遭「離職同仁惡整」。8月4日，台中市政府依照性別工作平等法對寶成集團裁罰30萬，原因是未依法啟動調查及改善程序。

##### 文策赫德有限公司何則文
6月19日，臺灣專欄作家何則文遭大學學弟、「文策赫德有限公司」創立的合夥人兼負責人黃姓男子控訴，長期被何運用PUA手法凌辱、性侵、誘拍裸照。何隨即發文道歉。
隔日，何則文發文反駁黃男。同日，另一名受害者康姓男子指控自己和黃男有相同經歷，被何言語性騷擾者不計其數。針對康男的發文，何則文未做出回應，僅表示會離開公眾視野，用行動努力贖罪，並退出所參與的NPO組織。
知情人士向媒體透露：何則文在學生時期就常常動手撫摸學弟妹，不分男女。許多大學時期就認識何的人紛紛感到遺憾，也表示「不意外」。
2024年3月，由於黃男報案，警方將何則文依強制性交罪送辦。

### 其他單位

##### 航空公司
6月2日，桃園市空服員職業工會指出有2名空服員遭到性騷擾，但桃園市政府認為發生在外站不能開罰。衛福部表示：本案是在外面餐廳發生，實務上認定會屬於一般性騷擾；若是在與長榮或華航等航空公司簽約飯店內發生，仍屬於職場性騷。當事人對此提起訴願。

##### 台灣自殺防治學會、臺大醫院精神醫學部李明濱
6月14日，台灣自殺防治學會理事長李明濱被控是性騷擾慣犯，李明濱否認指控，但有女醫師表示曾在臺大醫院精神醫學部受訓的人都知道李的行為。衛福部在6月20日表示，已要求台灣自殺防治學會啟動性平事件調查。臺大醫院精神醫學部表示不再續聘。新光醫院表示自7月起暫停李的教學門診及門診教學活動。

##### 國際商務法律事務所律師李懷農
6月29日，黃姓女子在「接住#MeToo被害人 六師聯合一起來！」記者會中表示，國際商務法律事務所律師李懷農是性騷擾慣犯，自己在2014年到2016年間遭其伸手摟腰以及言語性暗示。對此，李懷農表示他確實有「搭訕」黃女，對她受到的傷害致歉。